# Puebla de la Sierra
Puebla de la Sierra é um município da Espanha na província e comunidade autónoma de Madrid, de área 57,70 km² com população de 109 habitantes (2007) e densidade populacional de 1,80 hab/km².

## Demografia
| Variação demográfica do município entre 1991 e 2004 | Variação demográfica do município entre 1991 e 2004 | Variação demográfica do município entre 1991 e 2004 | Variação demográfica do município entre 1991 e 2004 |
| --------------------------------------------------- | --------------------------------------------------- | --------------------------------------------------- | --------------------------------------------------- |
| 1991                                                | 1996                                                | 2001                                                | 2004                                                |
| 48                                                  | 78                                                  | 91                                                  | 104                                                 |